# Yabous
Yabous là một đô thị thuộc tỉnh Khenchela, Algérie. Dân số thời điểm năm 2002 là 8.868 người.